# Coubert
Coubert [kubɛʁ] ist eine französische Gemeinde mit 1942 Einwohnern (Stand 1. Januar 2022) im Département Seine-et-Marne in der Region Île-de-France; sie gehört zum Arrondissement Melun und zum Kanton Fontenay-Trésigny. Die Einwohner nennen sich Curtibéhardiens.

## Lage
Coubert liegt 34 Kilometer südöstlich von Paris.

## Geschichte
Die Gemeinde besteht aus drei Teilen: Plessis-Courbart, Coubart-la-Ville und Coubart-la-Boulaye, auch als Bas-Coubert bezeichnet.

## Bevölkerungsentwicklung

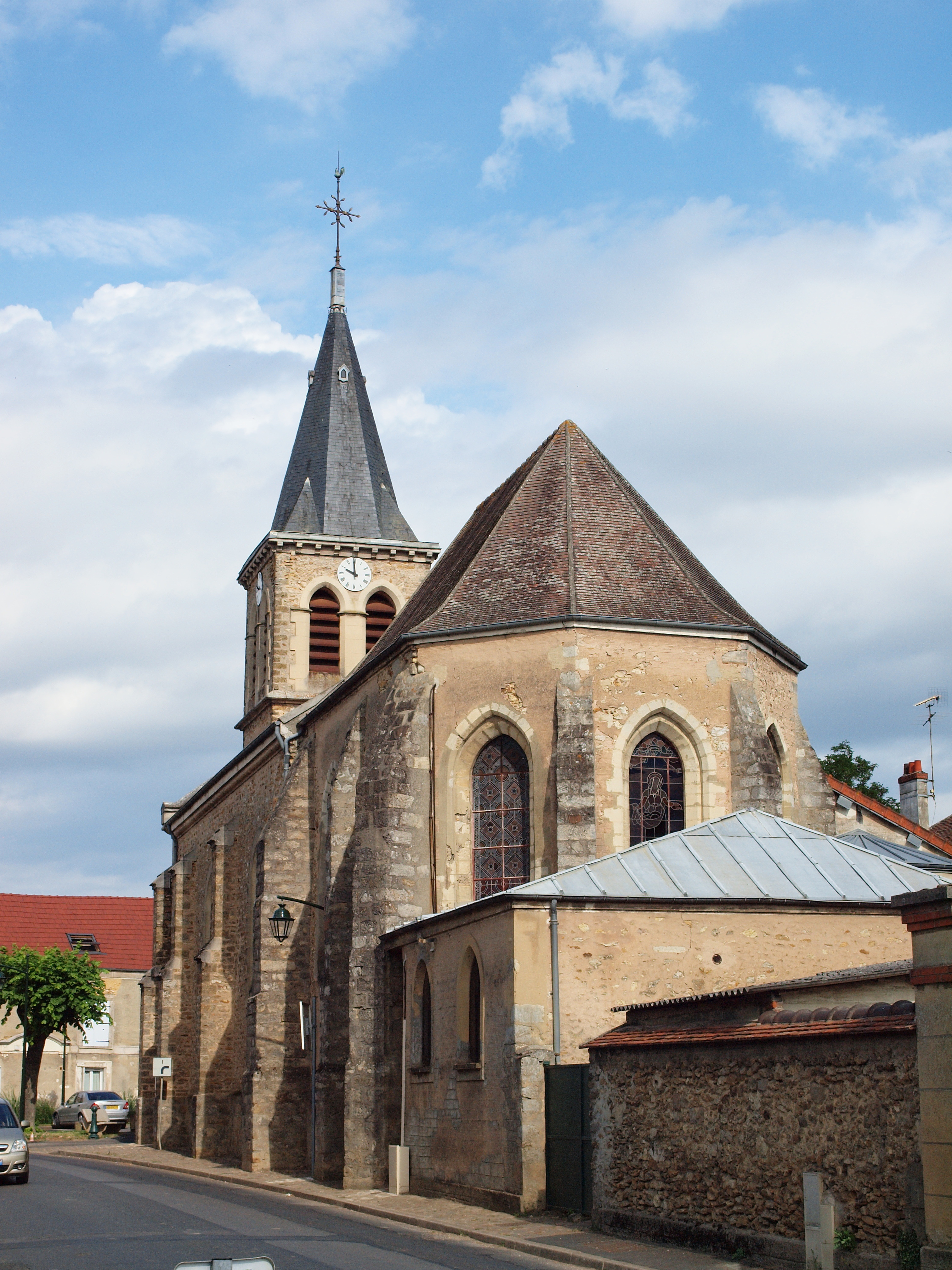
Kirche Sainte-Geneviève

| Jahr      | 1962 | 1968 | 1975 | 1982 | 1990 | 1999 | 2007 |
| --------- | ---- | ---- | ---- | ---- | ---- | ---- | ---- |
| Einwohner | 927  | 903  | 989  | 1067 | 1054 | 1275 | 1752 |

## Sehenswürdigkeiten
- Kirche Sainte-Geneviève, erbaut ab dem 13. Jahrhundert (siehe auch: Liste der Monuments historiques in Coubert)
- Schloss aus dem 19. Jahrhundert

## Persönlichkeiten
- Samuel Bernard (1651–1739), Händler und Finanzier, Gründer der Compagnie de Guinée